# Nadleśnictwo Jedwabno
Nadleśnictwo Jedwabno – jednostka organizacyjna Lasów Państwowych podległa Regionalnej Dyrekcji Lasów Państwowych w Olsztynie. Siedziba nadleśnictwa znajduje się w Jedwabnie, w powiecie szczycieńskim.

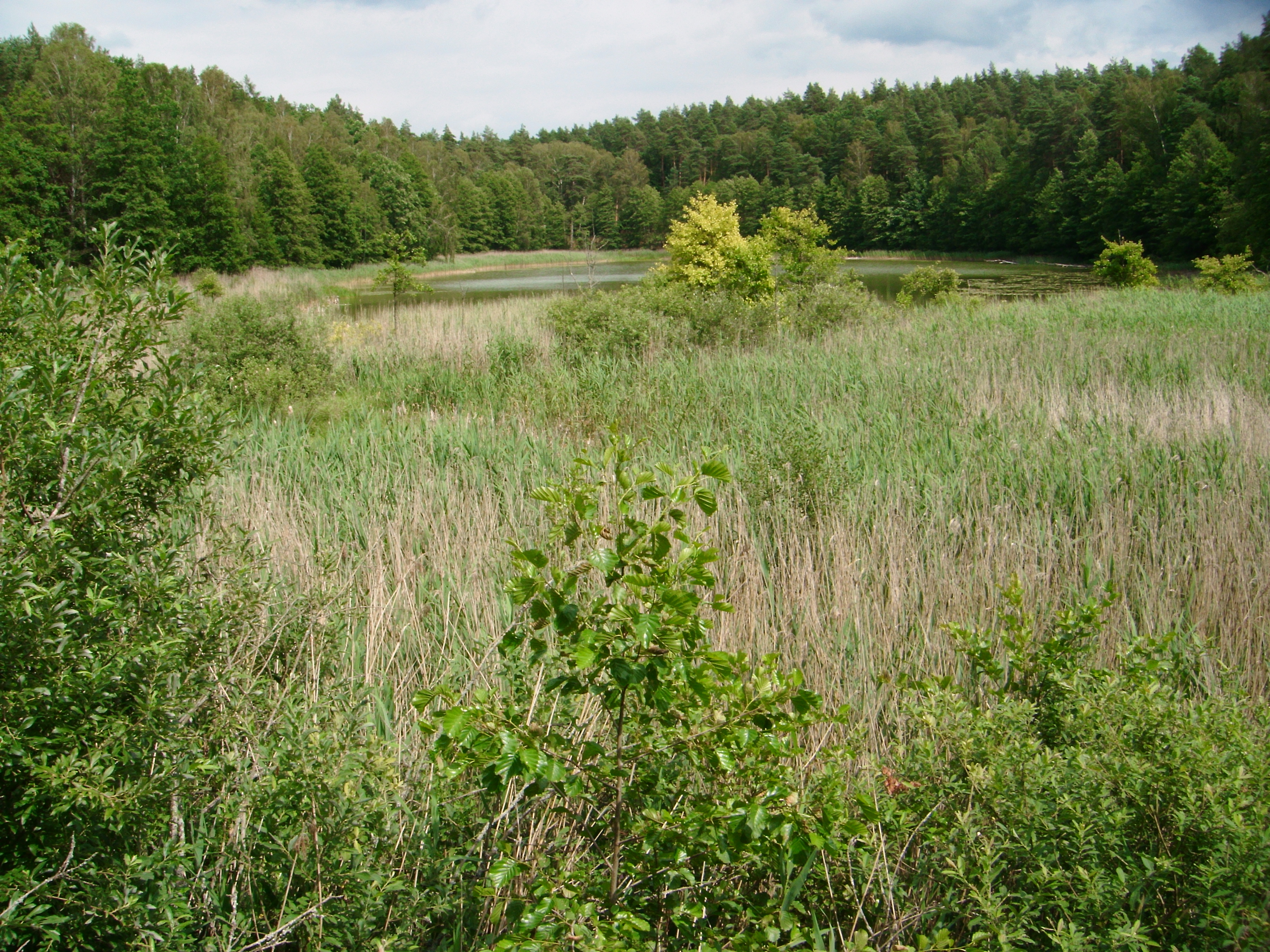
Rezerwat Orłowo Małe

Nadleśnictwo Jedwabno położone jest w środkowej części województwa warmińsko-mazurskiego, swoim zasięgiem obejmuje tereny gmin: Janowo, Jedwabno, Nidzica, Olsztynek, Pasym, Purda, Wielbark. Lasy Nadleśnictwa wchodzą w skład Puszczy Napiwodzko-Ramuckiej.

## Historia
Obszar ten niegdyś nazywany był Puszczą Patrąk (Galindzką), gęstą i słabo zamieszkałą. Żyjące tu pruskie plemię Galindów zostało wytępione przez Krzyżaków w XIII wieku. Pozostałe po nich osady zarósł las.
W latach wojny trzynastoletniej od 1454 do 1466 roku tereny te na mocy dokumentu inkorporacyjnego włączono do Polski, ale po postanowieniach traktatu pokojowego w Toruniu powróciły pod władzę Zakonu.
Należy przypuszczać, że w ówczesnych lasach panującymi gatunkami były drzewa iglaste, ale udział gatunków liściastych był znacznie wyższy od dzisiejszego. W lasach występowały sosny, dęby, świerki, graby, klony, lipy, wiązy, jesiony, brzozy, i olchy. Już za czasów władzy Zakonu niektórym braciom zakonnym powierzano opiekę nad lasami. W wieku XVI dokonano podziału puszczy na ostępy, którymi zarządzali ostępowi zwerbowani z miejscowych osadników. W roku 1739 zarządzeniem króla pruskiego przemianowano ostępy na leśnictwa, mianowano leśniczych, oraz wprowadzono urząd nadleśniczego.
Po II wojnie światowej utworzono nadleśnictwa Dłużek i Zimna Woda. Objęły one lasy należące do Skarbu Państwa oraz prywatne przejęte na mocy dekretu o reformie rolnej z 12 XII 1944 roku. W roku 1973 oba nadleśnictwa połączono w jedno, tworząc nadleśnictwo dwuobrębowe składające się z obrębów Dłużek i Zimna Woda. Podział ten istnieje do chwili obecnej.

## Zasoby leśne
Lesistość: 79,6 %
Ponad 84% powierzchni zalesionej pokrywają bory świeże oraz bory mieszane. Dość licznie występuję także las mieszany wilgotny (8,8%).
Dominującym gatunkiem lasotwórczym jest sosna, jej udział wynosi aż 90,1%. Pozostałe gatunki drzew: brzoza (4%), olcha (3,2%), świerk (1,4%) i dąb (1,2%). Reszta gatunków lasotwórczych stanowi 0,1%.

## Obiekty turystyczne
- Trakt Biskupów Warmińskich - droga prowadząca ze stolicy Polski do Lidzbarka. Szlak prowadzi pomiędzy Bałdami na Mazurach, a warmińskimi Butrynami i każdy nowo wybrany biskup musiał go pokonać. Po obu stronach drogi znajdują się głazy upamiętniające biskupów warmińskich, a trakt wysadzony jest około 300-letnimi lipami.
- Ścieżki rowerowe: Jedwabno-Dłużek, Jabłonka-Natać Mała-Wikno, ścieżka w Czarnym Piecu
- 25 miejsc postojowych dla pojazdów oraz dwa pola namiotowe (nad jeziorami Gim i Dłużek)[3].